# Eisschnelllauf-Weltcup 2016/17
Der ISU-Eisschnelllauf-Weltcup 2016/17 wurde für Frauen und Männer an verschiedenen Stationen in mehreren Ländern ausgetragen. Der Weltcup begann am 11. November 2016 in Harbin und endete am 12. März 2017 in Stavanger.

## Wettbewerbe

### Frauen

#### Weltcup-Übersicht
| Datum                                                                   | Ort        | Disziplin      | Sieger                                                      | Zweiter                                                        | Dritter                                                             |
| ----------------------------------------------------------------------- | ---------- | -------------- | ----------------------------------------------------------- | -------------------------------------------------------------- | ------------------------------------------------------------------- |
| 11. November 2016                                                       | Harbin     | 500 m          | Nao Kodaira                                                 | Maki Tsuji                                                     | Jing Yu                                                             |
| 11. November 2016                                                       | Harbin     | 3000 m         | Martina Sáblíková                                           | Marije Joling                                                  | Ivanie Blondin                                                      |
| 12. November 2016                                                       | Harbin     | 1000 m         | Heather Bergsma                                             | Marrit Leenstra                                                | Nao Kodaira                                                         |
| 12. November 2016                                                       | Harbin     | Teamverfolgung | NiederlandeMarrit Leenstra Antoinette de Jong Ireen Wüst    | RusslandNatalja Woronina Jelisaweta Kaselina Olga Graf         | SüdkoreaPark Jee-woo Noh Seon-yeong Kim Bo-Reum                     |
| 13. November 2016                                                       | Harbin     | 500 m          | Nao Kodaira                                                 | Lee Sang-hwa                                                   | Maki Tsuji                                                          |
| 13. November 2016                                                       | Harbin     | 1500 m         | Heather Bergsma                                             | Marrit Leenstra                                                | Ireen Wüst                                                          |
| 13. November 2016                                                       | Harbin     | Massenstart    | Ivanie Blondin                                              | Francesca Lollobrigida                                         | Kim Bo-Reum                                                         |
| 18. November 2016                                                       | Nagano     | 3000 m         | Martina Sáblíková                                           | Antoinette de Jong                                             | Anna Jurakowa                                                       |
| 19. November 2016                                                       | Nagano     | 1000 m         | Heather Bergsma                                             | Nao Kodaira                                                    | Miho Takagi                                                         |
| 19. November 2016                                                       | Nagano     | Teamsprint     | JapanErina Kamiya Arisa Gō Maki Tsuji                       | RusslandNadeschda Assejewa Olga Fatkulina Jekaterina Schichowa | NiederlandeFloor van den Brandt Bo van der Werff Sanneke de Neeling |
| 19. November 2016                                                       | Nagano     | Teamverfolgung | NiederlandeMarrit Leenstra Antoinette de Jong Marije Joling | JapanMiho Takagi Nana Takagi Ayano Satō                        | RusslandNatalja Woronina Jelisaweta Kaselina Olga Graf              |
| 20. November 2016                                                       | Nagano     | 500 m          | Nao Kodaira                                                 | Lee Sang-hwa                                                   | Jing Yu                                                             |
| 20. November 2016                                                       | Nagano     | 1500 m         | Heather Bergsma                                             | Ireen Wüst                                                     | Marrit Leenstra                                                     |
| 20. November 2016                                                       | Nagano     | Massenstart    | Kim Bo-Reum                                                 | Ivanie Blondin                                                 | Francesca Lollobrigida                                              |
| 2. Dezember 2016                                                        | Astana     | 3000 m         | Martina Sáblíková                                           | Anna Jurakowa                                                  | Miho Takagi                                                         |
| 2. Dezember 2016                                                        | Astana     | 500 m          | Jing Yu                                                     | Zhang Hong                                                     | Lee Sang-hwa                                                        |
| 3. Dezember 2016                                                        | Astana     | 1000 m         | Miho Takagi                                                 | Jorien ter Mors                                                | Marrit Leenstra                                                     |
| 3. Dezember 2016                                                        | Astana     | Teamverfolgung | JapanMiho Takagi Misaki Oshigiri Nana Takagi                | NiederlandeMarrit Leenstra Linda de Vries Antoinette de Jong   | RusslandNatalja Woronina Jelisaweta Kaselina Olga Graf              |
| 4. Dezember 2016                                                        | Astana     | 500 m          | Jing Yu                                                     | Maki Tsuji                                                     | Erina Kamiya                                                        |
| 4. Dezember 2016                                                        | Astana     | 1500 m         | Miho Takagi                                                 | Marrit Leenstra                                                | Jorien ter Mors                                                     |
| 4. Dezember 2016                                                        | Astana     | Massenstart    | Ivanie Blondin                                              | Nana Takagi                                                    | Kim Bo-Reum                                                         |
| 9. Dezember 2016                                                        | Heerenveen | 500 m          | Nao Kodaira                                                 | Jing Yu                                                        | Maki Tsuji                                                          |
| 9. Dezember 2016                                                        | Heerenveen | Teamverfolgung | JapanMiho Takagi Nana Takagi Ayano Satō                     | DeutschlandIsabell Ost Roxanne Dufter Gabriele Hirschbichler   | PolenKatarzyna Bachleda-Curuś Luiza Złotkowska Natalia Czerwonka    |
| 10. Dezember 2016                                                       | Heerenveen | 1500 m         | Ireen Wüst                                                  | Heather Bergsma                                                | Miho Takagi                                                         |
| 10. Dezember 2016                                                       | Heerenveen | Teamsprint     | JapanArisa Gō Maki Tsuji Nao Kodaira                        | RusslandNadeschda Assejewa Angelina Golikowa Olga Fatkulina    | NiederlandeBo van der Werff Anice Das Sanneke de Neeling            |
| 10. Dezember 2016                                                       | Heerenveen | Massenstart    | Kim Bo-Reum                                                 | Irene Schouten                                                 | Francesca Lollobrigida                                              |
| 11. Dezember 2016                                                       | Heerenveen | 5000 m         | Martina Sáblíková                                           | Claudia Pechstein                                              | Melissa Wijfje                                                      |
| 11. Dezember 2016                                                       | Heerenveen | 1000 m         | Heather Bergsma                                             | Marrit Leenstra                                                | Brittany Bowe                                                       |
| Mehrkampfeuropameisterschaft in Heerenveen, 6. bis 8. Januar 2017       |            |                |                                                             |                                                                |                                                                     |
| 27. Januar 2017                                                         | Berlin     | 500 m          | Nao Kodaira                                                 | Karolína Erbanová                                              | Olga Fatkulina                                                      |
| 27. Januar 2017                                                         | Berlin     | 1000 m         | Heather Bergsma                                             | Nao Kodaira                                                    | Jorien ter Mors                                                     |
| 28. Januar 2017                                                         | Berlin     | 500 m          | Nao Kodaira                                                 | Karolína Erbanová                                              | Heather Bergsma                                                     |
| 28. Januar 2017                                                         | Berlin     | 1500 m         | Ireen Wüst                                                  | Marrit Leenstra                                                | Martina Sáblíková                                                   |
| 29. Januar 2017                                                         | Berlin     | 1000 m         | Heather Bergsma                                             | Marrit Leenstra                                                | Karolína Erbanová                                                   |
| 29. Januar 2017                                                         | Berlin     | 3000 m         | Ireen Wüst                                                  | Martina Sáblíková                                              | Anna Jurakowa                                                       |
| Einzelstreckenweltmeisterschaften in Gangneung, 9. bis 12. Februar 2017 |            |                |                                                             |                                                                |                                                                     |
| Sprintweltmeisterschaft in Calgary, 25. und 26. Februar 2017            |            |                |                                                             |                                                                |                                                                     |
| Mehrkampfweltmeisterschaft in Hamar, 4. und 5. März 2017                |            |                |                                                             |                                                                |                                                                     |
| 11. März 2017                                                           | Stavanger  | 500 m          | Nao Kodaira                                                 | Karolína Erbanová                                              | Heather Bergsma                                                     |
| 11. März 2017                                                           | Stavanger  | 1500 m         | Heather Bergsma                                             | Nao Kodaira                                                    | Karolína Erbanová                                                   |
| 11. März 2017                                                           | Stavanger  | 3000 m         | Martina Sáblíková                                           | Antoinette de Jong                                             | Melissa Wijfje                                                      |
| 11. März 2017                                                           | Stavanger  | Teamverfolgung | JapanMisaki Oshigiri Miho Takagi Nana Takagi                | NiederlandeMelissa Wijfje Marije Joling Annouk van der Weijden | RusslandOlga Graf Jelisaweta Kaselina Natalja Woronina              |
| 12. März 2017                                                           | Stavanger  | 500 m          | Nao Kodaira                                                 | Karolína Erbanová                                              | Erina Kamiya                                                        |
| 12. März 2017                                                           | Stavanger  | 1500 m         | Heather Bergsma                                             | Miho Takagi                                                    | Martina Sáblíková                                                   |
| 12. März 2017                                                           | Stavanger  | Massenstart    | Irene Schouten                                              | Kim Bo-Reum                                                    | Francesca Lollobrigida                                              |
| 12. März 2017                                                           | Stavanger  | Teamsprint     | NiederlandeFloor van den Brandt Anice Das Marrit Leenstra   | JapanErina Kamiya Maki Tsuji Arisa Gō                          | NorwegenMartine Ripsrud Hege Bøkko Ida Njåtun                       |

#### Gesamtweltcup
Endstand
| Rang | Name               | Land               | Punkte |
| ---- | ------------------ | ------------------ | ------ |
| 1    | Heather Bergsma    | Vereinigte Staaten | 1217   |
| 2    | Miho Takagi        | Japan              | 960    |
| 3    | Martina Sáblíková  | Tschechien         | 864    |
| 4    | Nao Kodaira        | Japan              | 860    |
| 5    | Marrit Leenstra    | Niederlande        | 760    |
| 6    | Ireen Wüst         | Niederlande        | 600    |
| 7    | Kim Bo-reum        | Südkorea           | 460    |
| 8    | Antoinette de Jong | Niederlande        | 420    |
| 9    | Ivanie Blondin     | Kanada             | 410    |
| 10   | Anna Jurakowa      | Russland           | 360    |

#### 500 Meter
Endstand
| Rang | Name              | Land                | Punkte |
| ---- | ----------------- | ------------------- | ------ |
| 1    | Nao Kodaira       | Japan               | 900    |
| 2    | Maki Tsuji        | Japan               | 585    |
| 3    | Erina Kamiya      | Japan               | 527    |
| 4    | Marsha Hudey      | Kanada              | 477    |
| 5    | Karolína Erbanová | Tschechien          | 471    |
| 6    | Jing Yu           | Volksrepublik China | 452    |
| 7    | Heather Bergsma   | Vereinigte Staaten  | 428    |
| 8    | Olga Fatkulina    | Russland            | 386    |
| 9    | Arisa Gō          | Japan               | 364    |
| 10   | Lee Sang-hwa      | Südkorea            | 307    |

#### 1000 Meter
Endstand
| Rang | Name                 | Land                | Punkte |
| ---- | -------------------- | ------------------- | ------ |
| 1    | Heather Bergsma      | Vereinigte Staaten  | 650    |
| 2    | Miho Takagi          | Japan               | 476    |
| 3    | Marrit Leenstra      | Niederlande         | 451    |
| 4    | Nao Kodaira          | Japan               | 395    |
| 5    | Karolína Erbanová    | Tschechien          | 262    |
| 6    | Hege Bøkko           | Norwegen            | 257    |
| 7    | Olga Fatkulina       | Russland            | 237    |
| 8    | Jekaterina Schichowa | Russland            | 181    |
| 9    | Zhang Hong           | Volksrepublik China | 153    |
| 10   | Jorien ter Mors      | Niederlande         | 150    |

#### 1500 Meter
Endstand
| Rang | Name                 | Land               | Punkte |
| ---- | -------------------- | ------------------ | ------ |
| 1    | Heather Bergsma      | Vereinigte Staaten | 480    |
| 2    | Marrit Leenstra      | Niederlande        | 460    |
| 3    | Miho Takagi          | Japan              | 430    |
| 4    | Ireen Wüst           | Niederlande        | 350    |
| 5    | Martina Sáblíková    | Tschechien         | 279    |
| 6    | Olga Graf            | Russland           | 260    |
| 7    | Antoinette de Jong   | Niederlande        | 235    |
| 8    | Melissa Wijfje       | Niederlande        | 217    |
| 9    | Misaki Oshigiri      | Japan              | 178    |
| 10   | Jekaterina Schichowa | Russland           | 176    |

#### 3000/5000 Meter
Endstand
| Rang | Name               | Land        | Punkte |
| ---- | ------------------ | ----------- | ------ |
| 1    | Martina Sáblíková  | Tschechien  | 630    |
| 2    | Anna Jurakowa      | Russland    | 395    |
| 3    | Antoinette de Jong | Niederlande | 360    |
| 4    | Melissa Wijfje     | Niederlande | 324    |
| 5    | Claudia Pechstein  | Deutschland | 279    |
| 6    | Marije Joling      | Niederlande | 269    |
| 7    | Bente Kraus        | Deutschland | 226    |
| 8    | Ivanie Blondin     | Kanada      | 221    |
| 9    | Ireen Wüst         | Niederlande | 190    |
| 10   | Olga Graf          | Russland    | 161    |

#### Massenstart
Endstand
| Rang | Name                   | Land                | Punkte |
| ---- | ---------------------- | ------------------- | ------ |
| 1    | Kim Bo-reum            | Südkorea            | 460    |
| 2    | Francesca Lollobrigida | Italien             | 364    |
| 3    | Ivanie Blondin         | Kanada              | 344    |
| 4    | Irene Schouten         | Niederlande         | 251    |
| 5    | Mia Manganello         | Vereinigte Staaten  | 198    |
| 6    | Dan Li                 | Volksrepublik China | 170    |
| 7    | Nana Takagi            | Japan               | 156    |
| 8    | Claudia Pechstein      | Deutschland         | 154    |
| 9    | Annouk van der Weijden | Niederlande         | 150    |
| 10   | Miho Takagi            | Japan               | 139    |

#### Teamverfolgung
Endstand
| Rang | Land                | Punkte |
| ---- | ------------------- | ------ |
| 1    | Japan               | 430    |
| 2    | Niederlande         | 430    |
| 3    | Russland            | 384    |
| 4    | Deutschland         | 340    |
| 5    | Polen               | 225    |
| 6    | Südkorea            | 205    |
| 7    | Volksrepublik China | 150    |
| 8    | Vereinigte Staaten  | 115    |
| 9    | Tschechien          | 80     |
| 10   | Kanada              | 50     |

#### Teamsprint
Endstand
| Rang | Land                | Punkte |
| ---- | ------------------- | ------ |
| 1    | Japan               | 320    |
| 2    | Niederlande         | 290    |
| 3    | Russland            | 160    |
| 4    | Norwegen            | 104    |
| 5    | Kanada              | 60     |
| 6    | Volksrepublik China | 60     |

### Männer

#### Weltcup-Übersicht
| Datum                                                                   | Ort        | Disziplin      | Sieger                                                              | Zweiter                                                             | Dritter                                                   |
| ----------------------------------------------------------------------- | ---------- | -------------- | ------------------------------------------------------------------- | ------------------------------------------------------------------- | --------------------------------------------------------- |
| 11. November 2016                                                       | Harbin     | 5000 m         | Sven Kramer                                                         | Jorrit Bergsma                                                      | Erik Jan Kooiman                                          |
| 12. November 2016                                                       | Harbin     | 500 m          | Roman Kretsch                                                       | Pawel Kulischnikow                                                  | Kai Verbij                                                |
| 12. November 2016                                                       | Harbin     | 1000 m         | Kjeld Nuis                                                          | Mika Poutala                                                        | Pawel Kulischnikow                                        |
| 12. November 2016                                                       | Harbin     | Teamverfolgung | NiederlandeSven Kramer Douwe de Vries Patrick Roest                 | NorwegenSverre Lunde Pedersen Simen Spieler Nilsen Sindre Henriksen | SüdkoreaJoo Hyong-jun Kim Min-seok Lee Seung-Hoon         |
| 13. November 2016                                                       | Harbin     | 500 m          | Pawel Kulischnikow                                                  | Gao Tingyu                                                          | Kim Tae-yun                                               |
| 13. November 2016                                                       | Harbin     | 1500 m         | Sven Kramer                                                         | Denis Juskow                                                        | Bart Swings                                               |
| 13. November 2016                                                       | Harbin     | Massenstart    | Lee Seung-hoon                                                      | Alexis Contin                                                       | Fabio Francolini                                          |
| 18. November 2016                                                       | Nagano     | 5000 m         | Sven Kramer                                                         | Jorrit Bergsma                                                      | Douwe de Vries                                            |
| 19. November 2016                                                       | Nagano     | 1000 m         | Kjeld Nuis                                                          | Kai Verbij                                                          | Pawel Kulischnikow                                        |
| 19. November 2016                                                       | Nagano     | Teamsprint     | KanadaLaurent Dubreuil Christopher Fiola Vincent De Haître          | DeutschlandDenny Ihle Nico Ihle Joel Dufter                         | JapanTsubasa Hasegawa Shota Nakamura Yuuto Fujino         |
| 19. November 2016                                                       | Nagano     | Teamverfolgung | NiederlandeSven Kramer Douwe de Vries Jorrit Bergsma                | SüdkoreaJoo Hyong-jun Kim Min-seok Lee Seung-Hoon                   | NeuseelandReyon Kay Shane Dobbin Peter Michael            |
| 20. November 2016                                                       | Nagano     | 1500 m         | Joey Mantia                                                         | Kjeld Nuis                                                          | Shani Davis                                               |
| 20. November 2016                                                       | Nagano     | 500 m          | Nico Ihle                                                           | Jan Smeekens                                                        | Cha Min-kyu                                               |
| 20. November 2016                                                       | Nagano     | Massenstart    | Jorrit Bergsma                                                      | KC Boutiette                                                        | Bart Swings                                               |
| 2. Dezember 2016                                                        | Astana     | 5000 m         | Peter Michael                                                       | Patrick Beckert                                                     | Ted-Jan Bloemen                                           |
| 3. Dezember 2016                                                        | Astana     | 500 m          | Dai Dai Ntab                                                        | Ruslan Muraschow                                                    | Pawel Kulischnikow                                        |
| 3. Dezember 2016                                                        | Astana     | 1000 m         | Vincent De Haître                                                   | Pawel Kulischnikow                                                  | Takuro Oda                                                |
| 3. Dezember 2016                                                        | Astana     | Teamverfolgung | JapanShota Nakamura Shane Williamson Ryousuke Tsuchiya              | KanadaTed-Jan Bloemen Jordan Belchos Denny Morrison                 | PolenJan Szymański Zbigniew Bródka Konrad Niedźwiedzki    |
| 4. Dezember 2016                                                        | Astana     | 500 m          | Ruslan Muraschow                                                    | Pawel Kulischnikow                                                  | Artur Waś                                                 |
| 4. Dezember 2016                                                        | Astana     | 1500 m         | Denis Juskow                                                        | Shota Nakamura                                                      | Joey Mantia                                               |
| 4. Dezember 2016                                                        | Astana     | Massenstart    | Andrea Giovannini                                                   | Evert Hoolwerf                                                      | Lee Seung-hoon                                            |
| 9. Dezember 2016                                                        | Heerenveen | 500 m          | Ruslan Muraschow                                                    | Artur Waś                                                           | Mitchell Whitmore                                         |
| 9. Dezember 2016                                                        | Heerenveen | Teamverfolgung | NorwegenSverre Lunde Pedersen Simen Spieler Nilsen Sindre Henriksen | NiederlandeJan Blokhuijsen Douwe de Vries Patrick Roest             | ItalienAndrea Giovannini Nicola Tumolero Michele Malfatti |
| 10. Dezember 2016                                                       | Heerenveen | 1500 m         | Kjeld Nuis                                                          | Denis Juskow                                                        | Patrick Roest                                             |
| 10. Dezember 2016                                                       | Heerenveen | Teamsprint     | Vereinigte StaatenKimani Griffin Jonathan Garcia Mitchell Whitmore  | KanadaLaurent Dubreuil Christopher Fiola Vincent De Haître          | PolenArtur Nogal Piotr Michalski Sebastian Kłosiński      |
| 10. Dezember 2016                                                       | Heerenveen | Massenstart    | Joey Mantia                                                         | Lee Seung-hoon                                                      | Evert Hoolwerf                                            |
| 11. Dezember 2016                                                       | Heerenveen | 1000 m         | Kjeld Nuis                                                          | Shani Davis                                                         | Kim Jin-su                                                |
| 11. Dezember 2016                                                       | Heerenveen | 10.000 m       | Jorrit Bergsma                                                      | Erik Jan Kooiman                                                    | Ted-Jan Bloemen                                           |
| Mehrkampfeuropameisterschaft in Heerenveen, 6. bis 8. Januar 2017       |            |                |                                                                     |                                                                     |                                                           |
| 27. Januar 2017                                                         | Berlin     | 500 m          | Nico Ihle                                                           | Yuma Murakami                                                       | Jan Smeekens                                              |
| 27. Januar 2017                                                         | Berlin     | 1500 m         | Kjeld Nuis                                                          | Denis Juskow                                                        | Peter Michael                                             |
| 28. Januar 2017                                                         | Berlin     | 1000 m         | Kjeld Nuis                                                          | Kai Verbij                                                          | Håvard Holmefjord Lorentzen                               |
| 28. Januar 2017                                                         | Berlin     | 5000 m         | Ted-Jan Bloemen                                                     | Peter Michael                                                       | Jorrit Bergsma                                            |
| 29. Januar 2017                                                         | Berlin     | 500 m          | Ruslan Muraschow                                                    | Ronald Mulder                                                       | Kai Verbij                                                |
| 29. Januar 2017                                                         | Berlin     | 1000 m         | Kai Verbij                                                          | Håvard Holmefjord Lorentzen                                         | Nico Ihle                                                 |
| Einzelstreckenweltmeisterschaften in Gangneung, 9. bis 12. Februar 2017 |            |                |                                                                     |                                                                     |                                                           |
| Sprintweltmeisterschaft in Calgary, 25. und 26. Februar 2017            |            |                |                                                                     |                                                                     |                                                           |
| Mehrkampfweltmeisterschaft in Hamar, 4. und 5. März 2017                |            |                |                                                                     |                                                                     |                                                           |
| 11. März 2017                                                           | Stavanger  | 500 m          | Dai Dai Ntab                                                        | Ronald Mulder                                                       | Kai Verbij                                                |
| 11. März 2017                                                           | Stavanger  | 1000 m         | Kjeld Nuis                                                          | Vincent De Haître                                                   | Nico Ihle                                                 |
| 11. März 2017                                                           | Stavanger  | 5000 m         | Jorrit Bergsma                                                      | Ted-Jan Bloemen                                                     | Erik Jan Kooiman                                          |
| 11. März 2017                                                           | Stavanger  | Teamverfolgung | NiederlandeJorrit Bergsma Douwe de Vries Evert Hoolwerf             | NorwegenSindre Henriksen Simen Spieler Nilsen Sverre Lunde Pedersen | JapanShota Nakamura Shane Williamson Ryousuke Tsuchiya    |
| 12. März 2017                                                           | Stavanger  | 500 m          | Dai Dai Ntab                                                        | Ronald Mulder                                                       | Jan Smeekens                                              |
| 12. März 2017                                                           | Stavanger  | 1500 m         | Kjeld Nuis                                                          | Patrick Roest                                                       | Sverre Lunde Pedersen                                     |
| 12. März 2017                                                           | Stavanger  | Massenstart    | Lee Seung-hoon                                                      | Jorrit Bergsma                                                      | Bart Swings                                               |
| 12. März 2017                                                           | Stavanger  | Teamsprint     | NiederlandeJan Smeekens Ronald Mulder Kai Verbij                    | KanadaOlivier Jean Laurent Dubreuil Vincent De Haître               | DeutschlandDenny Ihle Nico Ihle Joel Dufter               |

#### Gesamtweltcup
Endstand
| Rang | Name               | Land               | Punkte |
| ---- | ------------------ | ------------------ | ------ |
| 1    | Kjeld Nuis         | Niederlande        | 930    |
| 2    | Jorrit Bergsma     | Niederlande        | 700    |
| 3    | Kai Verbij         | Niederlande        | 507    |
| 4    | Joey Mantia        | Vereinigte Staaten | 490    |
| 5    | Peter Michael      | Neuseeland         | 486    |
| 6    | Denis Juskow       | Russland           | 455    |
| 7    | Bart Swings        | Belgien            | 440    |
| 8    | Pawel Kulischnikow | Russland           | 435    |
| 9    | Lee Seung-hoon     | Südkorea           | 400    |
| 10   | Nico Ihle          | Deutschland        | 399    |

#### 500 Meter
Endstand
| Rang | Name               | Land        | Punkte |
| ---- | ------------------ | ----------- | ------ |
| 1    | Dai Dai Ntab       | Niederlande | 585    |
| 2    | Ruslan Muraschow   | Russland    | 557    |
| 3    | Ronald Mulder      | Niederlande | 541    |
| 4    | Kai Verbij         | Niederlande | 477    |
| 5    | Jan Smeekens       | Niederlande | 454    |
| 6    | Pawel Kulischnikow | Russland    | 425    |
| 7    | Nico Ihle          | Deutschland | 377    |
| 8    | Mika Poutala       | Finnland    | 362    |
| 9    | Laurent Dubreuil   | Kanada      | 354    |
| 10   | Tsubasa Hasegawa   | Japan       | 348    |

#### 1000 Meter
Endstand
| Rang | Name                        | Land               | Punkte |
| ---- | --------------------------- | ------------------ | ------ |
| 1    | Kjeld Nuis                  | Niederlande        | 550    |
| 2    | Vincent De Haître           | Kanada             | 440    |
| 3    | Kai Verbij                  | Niederlande        | 394    |
| 4    | Håvard Holmefjord Lorentzen | Norwegen           | 391    |
| 5    | Nico Ihle                   | Deutschland        | 390    |
| 6    | Shani Davis                 | Vereinigte Staaten | 279    |
| 7    | Thomas Krol                 | Niederlande        | 223    |
| 8    | Mika Poutala                | Finnland           | 222    |
| 9    | Pawel Kulischnikow          | Russland           | 220    |
| 10   | Takuro Oda                  | Japan              | 195    |

#### 1500 Meter
Endstand
| Rang | Name                  | Land               | Punkte |
| ---- | --------------------- | ------------------ | ------ |
| 1    | Kjeld Nuis            | Niederlande        | 455    |
| 2    | Denis Juskow          | Russland           | 430    |
| 3    | Patrick Roest         | Niederlande        | 345    |
| 4    | Sverre Lunde Pedersen | Norwegen           | 335    |
| 5    | Joey Mantia           | Vereinigte Staaten | 298    |
| 6    | Bart Swings           | Belgien            | 251    |
| 7    | Shota Nakamura        | Japan              | 223    |
| 8    | Thomas Krol           | Niederlande        | 202    |
| 9    | Shani Davis           | Vereinigte Staaten | 198    |
| 10   | Vincent De Haître     | Kanada             | 182    |

#### 5000/10.000 Meter
Endstand
| Rang | Name              | Land        | Punkte |
| ---- | ----------------- | ----------- | ------ |
| 1    | Jorrit Bergsma    | Niederlande | 480    |
| 2    | Ted-Jan Bloemen   | Kanada      | 413    |
| 3    | Peter Michael     | Neuseeland  | 338    |
| 4    | Erik-Jan Kooiman  | Niederlande | 314    |
| 5    | Patrick Beckert   | Deutschland | 286    |
| 6    | Douwe de Vries    | Niederlande | 261    |
| 7    | Bart Swings       | Belgien     | 251    |
| 8    | Patrick Roest     | Niederlande | 215    |
| 9    | Sven Kramer       | Niederlande | 200    |
| 10   | Andrea Giovannini | Italien     | 185    |

#### Massenstart
Endstand
| Rang | Name              | Land               | Punkte |
| ---- | ----------------- | ------------------ | ------ |
| 1    | Lee Seung-hoon    | Südkorea           | 412    |
| 2    | Andrea Giovannini | Italien            | 280    |
| 3    | Jorrit Bergsma    | Niederlande        | 270    |
| 4    | Bart Swings       | Belgien            | 247    |
| 5    | Peter Michael     | Neuseeland         | 226    |
| 6    | Joey Mantia       | Vereinigte Staaten | 210    |
| 7    | Ryōsuke Tsuchiya  | Japan              | 192    |
| 8    | Evert Hoolwerf    | Niederlande        | 190    |
| 9    | KC Boutiette      | Vereinigte Staaten | 170    |
| 10   | Fabio Francolini  | Italien            | 157    |

#### Teamverfolgung
Endstand
| Rang | Land                | Punkte |
| ---- | ------------------- | ------ |
| 1    | Niederlande         | 430    |
| 2    | Norwegen            | 390    |
| 3    | Japan               | 374    |
| 4    | Italien             | 320    |
| 5    | Kanada              | 286    |
| 6    | Südkorea            | 210    |
| 7    | Neuseeland          | 195    |
| 8    | Polen               | 165    |
| 9    | Russland            | 110    |
| 10   | Volksrepublik China | 102    |

#### Teamsprint
Endstand
| Rang | Land                | Punkte |
| ---- | ------------------- | ------ |
| 1    | Kanada              | 300    |
| 2    | Niederlande         | 260    |
| 3    | Deutschland         | 234    |
| 4    | Vereinigte Staaten  | 100    |
| 5    | Russland            | 100    |
| 6    | Volksrepublik China | 85     |
| 7    | Kasachstan          | 80     |
| 8    | Polen               | 70     |
| 9    | Japan               | 70     |